# Нік Паркер
Нік Паркер (англ. Sir Nicholas Ralph "Nick" Parker; нар. 13 жовтня 1954) — британський генерал. Командувач Сухопутними силами Британської армії. Радник Міністра оборони України (з 2016).

## Життєпис
Закінчив британські вищи командно-штабні курси (HCSC) і є членом Королівського коледжу оборонних досліджень. Він був одночасно директором HCSC і комендантом коледжу персоналу спільних служб командування Великої Британії.
Його останнє призначення в армії головнокомандувач сухопутних військ Великої Британії. Його оперативний військовий досвід включає в себе службу на Балканах, командувач окремої групи Великої Британії в Сьєрра-Леоне у 2001 році, заступник командувача (Велика Британія) Багатонаціонального корпусу в Іраку, що базувався в Багдаді в 2005 році, остання посада командира діючої армії в Північній Ірландії в 2006 році і командувач британськими силами в Афганістані і заступник командувача міжнародних сил в Афганістані, що базувався в Кабулі в 2010 році.
З травня 2013 року у відставці. Після відставки він працює аналітиком і вченими Оксфордського університету з ініціативи щодо поліпшення глобального людського розвитку.
Він надає допомогу з юридичних досліджень у військовій операції Ізраїлю в секторі Газа. 
У вересні 2016 року разом з американським генералом Джоном Абізаїдом, призначені радниками Міністра оборони України Степана Полтарака. Їх призначення відбулося в рамках підписання нової угоди про оборонну співпрацю між Україною і США та Великою Британією..